# Ulukhaktok
Ulukhaktok (traditionnellement épelé Ulukhaqtuuq et connu jusqu'au 1er avril 2006 sous le nom de Holman) est un hameau sur la côte ouest de l'île Victoria, dans la région d'Inuvik aux Territoires du Nord-Ouest, Canada. Le recensement de 2006 dénombre 398 habitants desquels 360 (90,0 %) sont Inuvialuit ou Inuit, 7,5 % non-autochtones et 2,5 % Nord-Amérindiens. Le recensement de 2011 y dénombre 402 habitants.
Comme les autres petites communautés des territoires, la chasse, la trappe et la pêche sont les sources principales de revenu, mais l'estampe a pris le dessus comme première source de revenu ces dernières années.
Les deux principales langues sont le dialecte kangiryuarmiutun de l'inuinnaqtun, qui fait partie du groupe inuvialuktun, et l'anglais.

## Population
- 396 (recensement de 2016)[2]
- 402 (recensement de 2011)
- 398 (recensement de 2006)[3]
- (recensement de 2001)

## Climat
| Mois                                  | jan.       | fév.      | mars     | avril      | mai        | juin       | jui.      | août      | sep.       | oct.       | nov.       | déc.       | année    |
| ------------------------------------- | ---------- | --------- | -------- | ---------- | ---------- | ---------- | --------- | --------- | ---------- | ---------- | ---------- | ---------- | -------- |
| Température minimale moyenne (°C)     | −31,8      | −32,6     | −29,8    | −21,4      | −10        | 1,4        | 5,2       | 3,4       | −1,3       | −11,4      | −23,1      | −28,6      | −15      |
| Température moyenne (°C)              | −28        | −28,8     | −25,6    | −17        | −6,6       | 4,6        | 9         | 6,4       | 0,9        | −8,9       | −19,8      | −25,2      | −11,6    |
| Température maximale moyenne (°C)     | −24,3      | −24,9     | −21,4    | −12,6      | −3,2       | 7,8        | 12,8      | 9,3       | 3,1        | −6,2       | −16,5      | −21,6      | −8,1     |
| Record de froid (°C) date du record   | −47,5 1993 | −49 1985  | −45 1991 | −42,1 1997 | −26,5 1989 | −12,5 1986 | −3,5 1989 | −5,5 1995 | −15,5 1993 | −36,8 1996 | −37,5 1986 | −42,8 1997 | −49 1985 |
| Record de chaleur (°C) date du record | −4 1981    | −6,5 1980 | −5 1988  | 4,5 1989   | 11,5 1994  | 22,5 1982  | 29 1989   | 23,5 1989 | 15,8 2001  | 5,9 2003   | 1,1 1998   | −3 1992    | 29 1989  |
| Précipitations (mm)                   | 8,4        | 7,5       | 7,3      | 5,3        | 7,4        | 8          | 22,4      | 32,2      | 19,8       | 17,1       | 11,5       | 8,5        | 155,3    |
| dont neige (cm)                       | 8,5        | 7,5       | 7,5      | 5,3        | 6,4        | 1,2        | 0,2       | 2         | 6,6        | 16,9       | 12,3       | 8,9        | 83,3     |
| Nombre de jours avec précipitations   | 5,3        | 5,2       | 4,9      | 3,9        | 4,8        | 4,7        | 7,8       | 11        | 9,3        | 9,5        | 7,3        | 5,3        | 78,9     |
| Nombre de jours avec neige            | 5,3        | 5,2       | 5        | 3,9        | 4,4        | 1          | 0,2       | 0,8       | 3,5        | 9,4        | 7,4        | 5,4        | 51,5     |

| Diagramme climatique                                  |               |               |               |            |         |             |            |             |               |                |               |
| J                                                     | F             | M             | A             | M          | J       | J           | A          | S           | O             | N              | D             |
| −24,3−31,88,4                                         | −24,9−32,67,5 | −21,4−29,87,3 | −12,6−21,45,3 | −3,2−107,4 | 7,81,48 | 12,85,222,4 | 9,33,432,2 | 3,1−1,319,8 | −6,2−11,417,1 | −16,5−23,111,5 | −21,6−28,68,5 |
| Moyennes : • Temp. maxi et mini °C • Précipitation mm |               |               |               |            |         |             |            |             |               |                |               |